# 九州防衛局
九州防衛局（きゅうしゅうぼうえいきょく、Kyushu Defense Bureau）は、防衛省の地方防衛局のひとつ。2007年9月1日に福岡防衛施設局（防衛施設局）及び装備本部長崎支部を統合し発足した。
下部組織に、長崎防衛支局、熊本防衛支局、佐世保防衛事務所、別府防衛事務所、宮崎防衛事務所、鹿児島防衛事務所がある。

## 組織
|      |                            | 部                                        | 課・室など       | 課・室など                                                         | 担務                                                                                           |
| ---- | -------------------------- | ----------------------------------------- | ---------------- | ------------------------------------------------------------------ | ---------------------------------------------------------------------------------------------- |
| 局長 | 次長 防衛補佐官 会計監査官 | 総務部                                    | 総務課           | 総務課                                                             | 局の所掌事務の総合調整、職員の人事、職員の福利厚生等                                           |
| 局長 | 次長 防衛補佐官 会計監査官 | 総務部                                    | 会計課           | 会計課                                                             | 決算および会計、物品管理等                                                                     |
| 局長 | 次長 防衛補佐官 会計監査官 | 総務部                                    | 契約課           | 契約課                                                             | 入札及び契約                                                                                   |
| 局長 | 次長 防衛補佐官 会計監査官 | 総務部                                    | 報道官           | 報道官                                                             | 広報及び情報の収集整理等                                                                       |
| 局長 | 次長 防衛補佐官 会計監査官 | 企画部 次長(2)                            | 地方調整課       | 地方調整課                                                         | 部の所掌事務の総合的な企画立案                                                                 |
| 局長 | 次長 防衛補佐官 会計監査官 | 企画部 次長(2)                            |                  | 基地対策室                                                         | 防衛施設の諸問題に対する施策の企画立案                                                         |
| 局長 | 次長 防衛補佐官 会計監査官 | 企画部 次長(2)                            | 地方協力確保室   | 防衛省・自衛隊の各種施策に対する地方公共団体等の理解・協力の確保等 |                                                                                                |
| 局長 | 次長 防衛補佐官 会計監査官 | 企画部 次長(2)                            | 環境対策室       | 防衛施設の環境問題についての調査研究及び施策の企画立案等           |                                                                                                |
| 局長 | 次長 防衛補佐官 会計監査官 | 企画部 次長(2)                            | 周辺環境整備課   | 周辺環境整備課                                                     | 障害防止工事、民生安定施設の助成及び特定防衛施設周辺整備調整交付金の交付等                     |
| 局長 | 次長 防衛補佐官 会計監査官 | 企画部 次長(2)                            | 防音対策課       | 防音対策課                                                         | 学校等の防音工事等、住宅防音工事、移転の補償等                                                 |
| 局長 | 次長 防衛補佐官 会計監査官 | 調達部 次長                               | 調達計画課       | 調達計画課                                                         | 部の所掌事務の総合的な企画立案、建設工事の実施計画等                                           |
| 局長 | 次長 防衛補佐官 会計監査官 | 調達部 次長                               | 事業監理課       | 事業監理課                                                         | 建設工事の進捗管理及び検査等                                                                   |
| 局長 | 次長 防衛補佐官 会計監査官 | 調達部 次長                               | 建築課           | 建築課                                                             | 建築工事の基準、設計、積算、施工の促進及び監督等                                               |
| 局長 | 次長 防衛補佐官 会計監査官 | 調達部 次長                               | 土木課           | 土木課                                                             | 土木工事の基準、設計、積算、施工の促進及び監督等                                               |
| 局長 | 次長 防衛補佐官 会計監査官 | 調達部 次長                               | 設備課           | 設備課                                                             | 設備、通信工事の基準、設計、積算、施工の促進及び監督等                                         |
| 局長 | 次長 防衛補佐官 会計監査官 | 調達部 次長                               | 総括建設監督官   | 総括建設監督官                                                     | 建設工事の施工の監督                                                                           |
| 局長 | 次長 防衛補佐官 会計監査官 | 管理部 次長                               | 業務課           | 業務課                                                             | 部の所掌事務の総合的な企画立案、地位協定第18条の規定に基づく損害賠償の処理、地方審議会の庶務等 |
| 局長 | 次長 防衛補佐官 会計監査官 | 管理部 次長                               | 施設補償課       | 施設補償課                                                         | 漁船の操業制限及び禁止並びにこれに伴う損失補償、防衛施設の権利者への返還における損失補償等     |
| 局長 | 次長 防衛補佐官 会計監査官 | 管理部 次長                               | 施設管理課       | 施設管理課                                                         | 自衛隊の行政財産の管理、在日米軍への施設の引渡し、防衛施設の権利者への返還等                   |
| 局長 | 次長 防衛補佐官 会計監査官 | 管理部 次長                               |                  | 施設企画室                                                         | 防衛施設の管理等に伴う諸問題の調査研究及び企画立案等                                           |
| 局長 | 次長 防衛補佐官 会計監査官 | 管理部 次長                               | 施設取得課       | 施設取得課                                                         | 防衛施設の借上、取得及びこれに伴う必要な措置等                                                 |
| 局長 | 次長 防衛補佐官 会計監査官 |                                           | 佐世保防衛事務所 | 佐世保防衛事務所                                                   | 関係機関等との連絡調整及び資料収集等                                                           |
| 局長 | 次長 防衛補佐官 会計監査官 |                                           | 労務対策官       | 駐留軍等労働者の雇入れ、労務管理等                                 |                                                                                                |
| 局長 | 次長 防衛補佐官 会計監査官 | 別府防衛事務所                            | 別府防衛事務所   | 関係機関等との連絡調整及び資料収集等                               |                                                                                                |
| 局長 | 次長 防衛補佐官 会計監査官 | 長崎防衛支局 支局長 次長                  | 総務課           | 総務課                                                             | 支局の所掌事務の総合調整、決算及び会計等                                                       |
| 局長 | 次長 防衛補佐官 会計監査官 | 長崎防衛支局 支局長 次長                  | 装備課           | 装備課                                                             | 調達品及び役務に係る原価監査、検査等                                                           |
| 局長 | 次長 防衛補佐官 会計監査官 | 長崎防衛支局 支局長 次長                  | 首席検査官       | 首席検査官                                                         | 調達品等の調査及び企画立案等                                                                   |
| 局長 | 次長 防衛補佐官 会計監査官 | 熊本防衛支局 支局長 地方調整官 建設調整官 | 総務課           | 総務課                                                             | 支局の所掌事務の総合調整、決算及び会計等                                                       |
| 局長 | 次長 防衛補佐官 会計監査官 | 熊本防衛支局 支局長 地方調整官 建設調整官 |                  | 契約室                                                             | 入札及び契約等                                                                                 |
| 局長 | 次長 防衛補佐官 会計監査官 | 熊本防衛支局 支局長 地方調整官 建設調整官 | 業務課           | 業務課                                                             | 利害関係人等との連絡調整、自衛隊の行政財産の管理等                                             |
| 局長 | 次長 防衛補佐官 会計監査官 | 熊本防衛支局 支局長 地方調整官 建設調整官 | 建築課           | 建築課                                                             | 建築工事の基準、設計、積算、施工の促進、監督及び検査等                                         |
| 局長 | 次長 防衛補佐官 会計監査官 | 熊本防衛支局 支局長 地方調整官 建設調整官 | 土木課           | 土木課                                                             | 土木工事の基準、設計、積算、施工の促進、監督及び検査等                                         |
| 局長 | 次長 防衛補佐官 会計監査官 | 熊本防衛支局 支局長 地方調整官 建設調整官 | 設備課           | 設備課                                                             | 設備、通信工事の基準、設計、積算、施工の促進、監督及び検査等                                   |
| 局長 | 次長 防衛補佐官 会計監査官 | 熊本防衛支局 支局長 地方調整官 建設調整官 | 建設計画官       | 建設計画官                                                         | 建設工事の実施計画等                                                                           |
| 局長 | 次長 防衛補佐官 会計監査官 | 熊本防衛支局 支局長 地方調整官 建設調整官 | 総括建設監督官   | 総括建設監督官                                                     | 建設工事の施工の監督等                                                                         |
| 局長 | 次長 防衛補佐官 会計監査官 | 熊本防衛支局 支局長 地方調整官 建設調整官 | 宮崎防衛事務所   | 宮崎防衛事務所                                                     | 関係機関等との連絡調整及び資料収集等                                                           |
| 局長 | 次長 防衛補佐官 会計監査官 | 熊本防衛支局 支局長 地方調整官 建設調整官 | 鹿児島防衛事務所 | 鹿児島防衛事務所                                                   | 関係機関等との連絡調整及び資料収集等                                                           |
| 局長 | 次長 防衛補佐官 会計監査官 | 防衛施設地方審議会                        |                  |                                                                    |                                                                                                |

## 所在地・管轄区域
|                                                   |                                                   | 所在地                                               | 管轄区域                                                              |
| ------------------------------------------------- | ------------------------------------------------- | ---------------------------------------------------- | --------------------------------------------------------------------- |
| 九州防衛局（本局）                                | 九州防衛局（本局）                                | 福岡市博多区博多駅東2-10-7 福岡第2合同庁舎（4F～5F） | 福岡県、佐賀県、長崎県、大分県、熊本県、宮崎県、鹿児島県              |
|                                                   | 佐世保防衛事務所                                  | 佐世保市木場田町2-19 佐世保合同庁舎（6F）            | 長崎県（対馬市及び壱岐市を除く）                                      |
| 別府防衛事務所                                    | 別府市大字別府3051-1                              | 大分県                                               |                                                                       |
| 長崎防衛支局 （防衛装備品に関する事務のみを担当） | 長崎防衛支局 （防衛装備品に関する事務のみを担当） | 長崎市出島町2-25                                     | 福岡県、佐賀県、長崎県、大分県、熊本県、宮崎県、鹿児島県 山口県下関市 |
| 熊本防衛支局                                      | 熊本防衛支局                                      | 熊本市東区東町1-1-11                                 | 熊本県、宮崎県、鹿児島県                                              |
|                                                   | 宮崎防衛事務所                                    | 宮崎市江平東2丁目6-35 （宮崎地方法務局分室）         | 宮崎県                                                                |
| 鹿児島防衛事務所                                  | 鹿児島市加治屋町13-4 MAX加治屋町ビル 5階          | 鹿児島県                                             |                                                                       |

## 主要幹部
| 官職名         | 階級       | 氏名       | 補職発令日     | 前職                              |
| -------------- | ---------- | ---------- | -------------- | --------------------------------- |
| 九州防衛局長   | 防衛事務官 | 伊藤和己   | 2025年08月01日 | 防衛装備庁装備政策部 装備政策課長 |
| 次長           | 防衛技官   | 信太正志   | 2024年07月19日 | 地方協力局地域社会協力総括課長    |
| 防衛補佐官     | 1等陸佐    | 栁原秀親   | 2025年03月17日 | 第5特科隊長                       |
| 長崎防衛支局長 | 防衛事務官 | 板谷裕司   | 2023年07月14日 | 防衛装備庁調達事業部需品調達官    |
| 熊本防衛支局長 | 防衛技官   | 宮川真一郎 | 2024年04月01日 | 整備計画局施設技術管理官          |